# 미시시피주
미시시피주(영어: State of Mississippi, 문화어: 미씨시피주, 미씨씨피주)는 미국 남부의 주이다. 북쪽으로 테네시주, 동쪽으로 앨라배마주, 남쪽으로 멕시코만과 루이지애나주, 서쪽으로 루이지애나 주와 아칸소주와 접한다. 이 주의 이름인 '미시시피'는 아메리카 원주민 오지봐족 언어의 "큰 강"이라는 말에서 유래되었다. 미국에서 비만율이 가장 높은 주이고 흑인 비율도 가장 높다.

## 역사

### 초기 역사

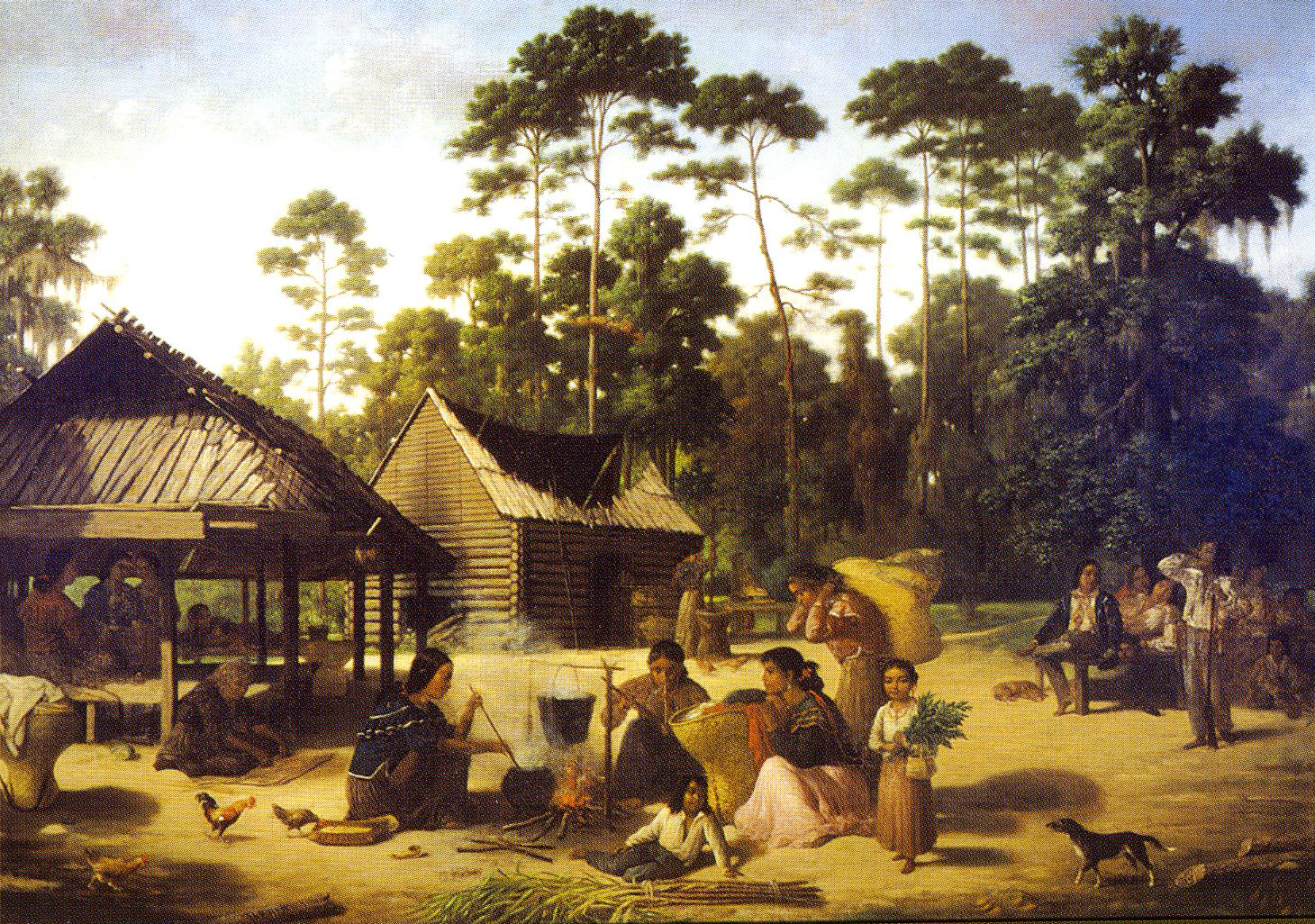
촉토 족의 마을 (프랑수아 베르나르 작)

25,000명과 30,000명 사이의 인디언들이 첫 유럽인들이 도착하였을 때에 미시시피 지방에 살았다. 칙소 족은 북부와 동부에 살았고, 촉토 족은 중부 지역에 살았다. 작은 단체들은 남서부의 나체즈 족과 야주 강을 따라 살던 책치우마 족, 튜니카 족과 야주 족, 그리고 걸프 해안의 빌럭시 족과 패스카굴라 족을 포함하였다. 유럽인들이 지방에 온 후에 많은 인디언들은 유럽인들이 소개한 질병으로 사망하였다.

### 탐험과 초기의 정착
1540년 스페인의 탐험가 에르난도 데 소토는 미시시피 지방에 첫 유럽인 원정대를 이끌었다. 단체는 금을 찾는 동안에 1541년 미시시피강에 도달하였다. 스페인의 탐험가들은 지방에 아무런 보물을 찾지 않았다. 그들은 칙소 족과의 투쟁 후에 떠나고 거기에 아무런 정착지도 설립하지 않았다.
1682년 프랑스의 탐험가 르네-로베르 카블리에 드 라 살은 오대호로부터 미시시피 강을 통하여 멕시코만으로 들어왔다. 카블리에는 오늘날의 미시시피주를 포함한 미시시피 강 유역의 전체를 프랑스를 위한 주장을 하였다. 그는 국왕 루이 14세을 위하여 지방의 이름을 "루이지애나"라고 지었다.
1699년 피에르 르 무안 디베르빌은 현재의 오션스프링스에 속하는 올드 블럭시에서 미시시피 지방의 첫 유럽인 정착지를 설립하였다. 1716년 2번째 정착지는 장 바티스트 르 무안 드 비앵빌에 의하여 현재의 나체즈에 속하는 포트로세일에 설립되었다. 3년 후, 1719년에 서아프리카로부터 첫 흑인 노예들이 미시시피 지방으로 데려와졌다. 그들은 프랑스 식민주의자들의 쌀과 담배의 밭들에서 일하였다.
1600년대 후반과 1700년대 초반 동안에 인디언들과 유럽인들은 서로 교역을 하였다. 그러나 교역품을 위한 경쟁과 유럽인들의 대지를 위한 욕망이 많은 투쟁으로 이끌었다. 인디언 단체와 유럽인 단체들은 자신들 사이와 서로 간에 싸웠다.
1720년대 후반과 1730년대 초반에 포트로세일에서 프랑스인과 나체즈 족 사이의 투쟁들은 프랑스인들이 인디언 종족들을 몰아내면서 끝났다. 1736년 오늘날의 튜폴로에서 일어난 애키아 전투에서 영국군이 프랑스군과 그들의 촉토 족 동맹군을 꺾는 데 칙소 족을 도왔다. 그 패배는 미시시피 강 유역의 더 나아가서의 통치를 얻는 것으로부터 프랑스인들을 멈추었다.
프렌치 인디언 전쟁이 일어나는 동안에 영국군과 칙소 족들은 오하이오 강 유역에서 프랑스군에게 가입으로부터 미시시피 강 유역 하뷰에서 프랑스군을 지켰다. 파리 조약이 전쟁 후에 조인된 후, 미시시피 강 동부의 모든 대지를 영국에게 넘어갔다. 이와 같이 미시시피 지방은 영국의 통치 아래로 왔다. 북부 지역은 조지아주 식민지의 일부가 되었다. 남부 지역은 "웨스트플로리다"로 불린 영국 식민지의 일부가 되었다.

### 준주 시대
미국 독립 전쟁이 일어나는 동안에 웨스트플로리다의 대부분의 정착자들은 영국에 충성으로 남아있었다. 그러나 미시시피 지방의 나머지에 있던 인디언, 사냥꾼과 정찰병들은 아메리카 식민지를 성원하였다. 1718년 스페인의 웨스트플로리다의 통치를 얻었다. 2년 후에 영국은 스페인에게 지역을 승인하였다. 미국인들이 영국으로부터 자신들의 독립에 승리를 거둔 후에 대략 32도 선 북부의 미시시피 지방은 미국의 일부로 만들어졌다. 나체즈 32도 선과 31도 선 사이의 지역은 미국과 스페인 양국에 의하여 주장되었다. 1795년 스레인 정부는 핑크니 조약에서 미국의 국경으로서 31도 선을 받아들였다.
1798년 미국 의회는 나체즈를 수로서 미시시피 준주를 창조하였다. 윈스롭 사전트는 새 준주의 첫 총독이 되었다. 그 준주는 31도 선에 의하여 남부, 미시시피 강에 의하여 서부, 야주 강 입구로부터 동부의 선에 의하여 북부와 채터후치 강에 의하여 동부에 경계를 지었다.
1803년 루이지애나 매입이 미시시피 강을 미국의 일부로 만들었다. 준주의 개발은 강이 미시시피의 상선들을 멕시코 만으로 항해할 수 있도록 허락된 이유로 제휴되었다.
1804년 의회는 미시시피 준주를 테네시의 경계를 향하여 북부로 늘였다. 더 많은 대지가 1812년에 추가되었다. 그해에 펄 강의 동부에 놓인 웨스트플로리다 공화국의 일부가 미시시피 준주로 합병되었다. 공화국은 미국인 정착자들이 스페인으로부터 지방의 통치를 얻은 후에 1810년에 형성되어 왔다. 이 대지의 합병과 함께 미시시피 준주는 오늘날의 미시시피주와 앨라배마주의 거의에 뻗어졌다.

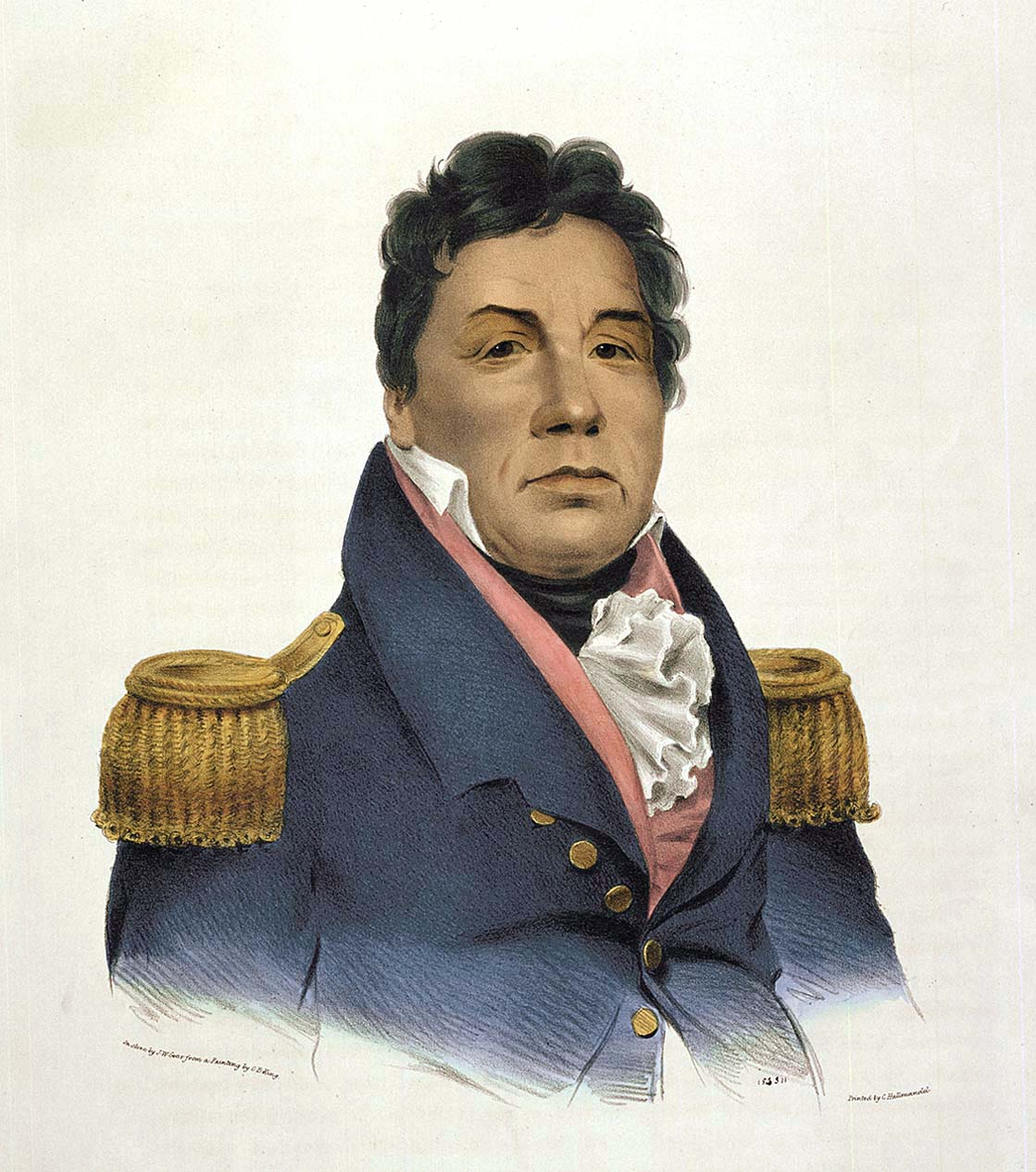
촉토 족의 추장 푸시마타하

미영 전쟁이 일어나는 동안에 푸시마타하 추장 아래의 촉토 족들은 미국인들에게 친근하게 남아있었다. 촉토 족은 앤드루 잭슨 장군이 영국군이 후원한 크리크 족 인디언들의 반란을 억제하고 뉴올리언스 전투에서 영국군을 물리치는 데 도움을 준 미시시피 시민군에 가입하였다.

### 주 지위
1817년 의회는 미시시피 준주를 미시시피주와 앨라배마 준주로 갈라놓았다. 1817년 12월 10일 미시시피는 20번째 주로서 합중국에 편입되었다. 초대 미시시피주지사 데이비드 홈즈는 1809년 이래 준주의 총독을 지내왔다. 1822년 잭슨이 주도로 될 때까지 컬럼비아, 나체즈와 워싱턴이 주도로서 지내왔다. 준주 시대에 인디언 종족들은 미시시피의 거의 3분의 2를 통치하였다. 종족들은 차차 자신들의 영토들을 미국 정부에 포기하였다. 1832년 인디언들의 대부분이 인디언 영토로 이주하였다. 그들이 떠난 대지들은 정착을 위하여 열렸다.
많은 정착자들은 미시시피의 기름진 땅에 농사를 지으러 동부에서 건너왔다. 이 지역의 토양은 면화 재배에 적합했다. 1793년 엘리 휘트니가 단모품종 면화의 씨앗제거 작업이 가능한 조면기를 개발한 이후 남부내륙지역의 면화재배 면적은 급격히 증가하였다. 담배농사가 판로문제로 주춤해지자 그 대체작물로 면화가 급부상하였고 플랜테이션 대농장들이 대거 들어서게 되었다.
1806년 후에 면화 씨의 향상된 타입은 면화 생산을 증가시키는 데 도움을 주었다. 향상된 다양성은 멕시코로부터 미시시피주로 가져온 어떤 씨들로부터 개발되었다. 면화 재배가 개발된 클레어본 카운티에 있는 지역을 "페티트 걸프"로 불리었다. 면화 생산자들은 크고 이득적인 면화 재배를 운영하는 데 노예의 노동력을 이용하였다. 1800년대 중반으로 봐서 노예들은 주의 인구의 가장 큰 단체를 이루었다. 미시시피주는 국가의 많은 큰 재배원들을 가졌다. 1850년대에 미시시피주의 농부들은 미시시피 강과 야주 강을 통제하는 데 삼각주 지방에서 많은 제방들을 지었다. 소택지의 큰 양은 배수되어 농사를 위하여 어울리지게 만들어졌다.

### 남북 전쟁

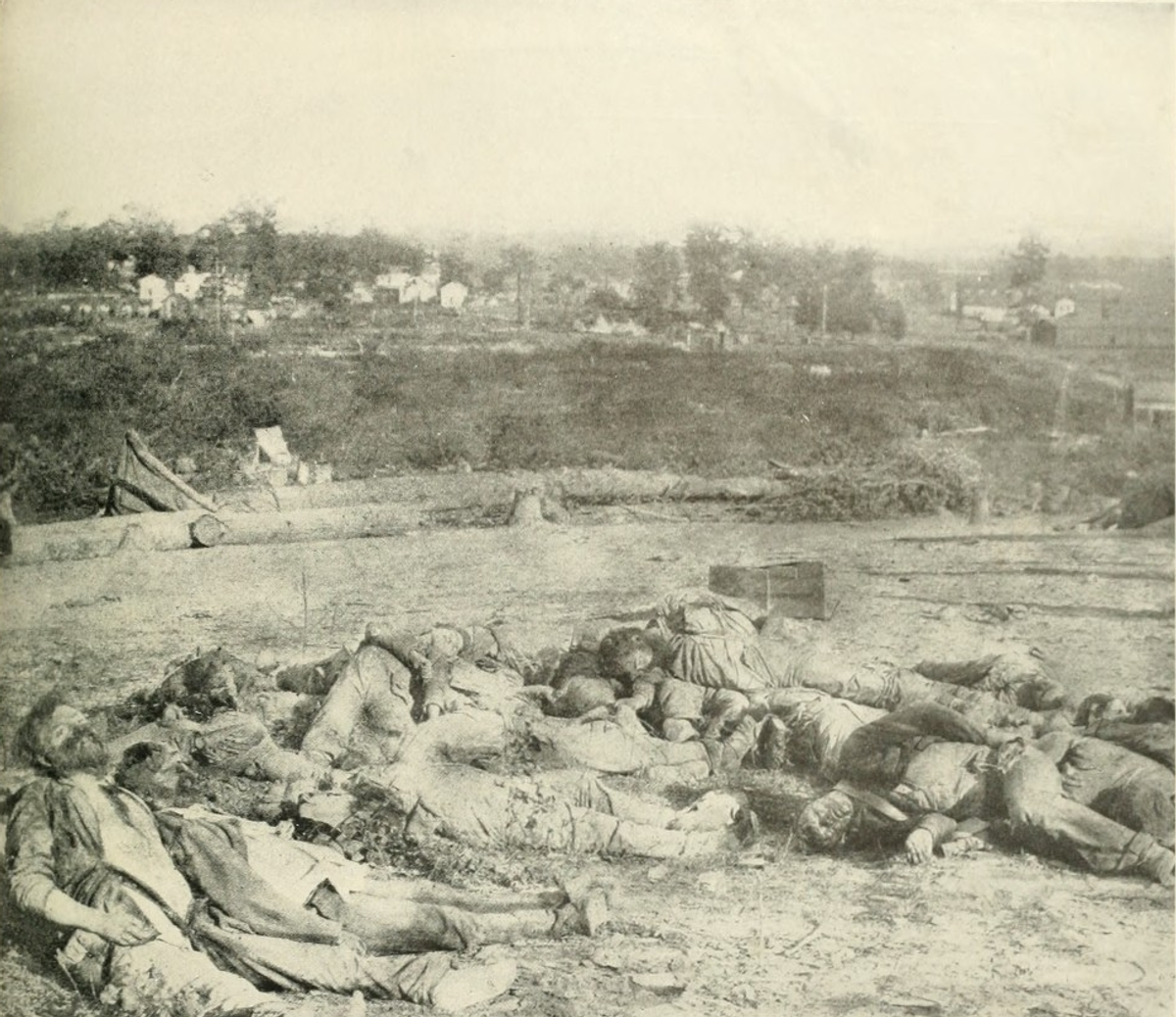
코린트 전투에서 남군들의 시체

1832년 사우스캐롤라이나가 탈퇴하는 데 위협에 놓였을 때에 대부분의 미시시피 주민들은 합중국으로부터 탈퇴하는 데 호의를 가지지 않았다. 그러나 그들의 느낌들은 다른 29년 동안에 변하였다. 변화를 위한 이유들은 도망 노예법의 폭력, 캔자스에서 노예제에 둘러싼 논쟁, 공화당의 창당과 북부와 남부 사아의 경제적 다른 점들을 포함하였다. 미시시피주는 주들의 권리와 노예 제도의 강한 방어주가 되었다.
1861년 잭슨에서 올드 캐피톨에 열린 집회에서 분리의 법령을 채택하였다. 사우스캐롤라이나 주가 합중국에서 탈퇴한 후, 미시시피주는 2번째로 탈퇴한 주가 되었다. 대략 5주 후에 미시시피의 제퍼슨 데이비스가 아메리카맹방의 대통령이 되었다. 그는 군인, 경작인과 미국 상원을 지냈다. 데이비스는 또한 프랭클린 피어스 대통령 아래에서 전쟁 장관을 지내기도 하였다.
남북 전쟁이 일어나는 동안에 대략 80,000명의 미시시피 군인들이 남군에 복무하였다. 북군과 남군은 주에 많은 장소들과 그 경계들에 부딪쳤다. 중요한 전투들은 코린트, 해리스버그(현재 튜펄로), 홀리스프링스, 이유카, 잭슨, 메리디언과 포트깁슨에서 싸워졌다. 1864년 6월 너대니얼 베드포드 장군 아래의 남군이 브라이스즈 크로스로즈에서 더욱 큰 북군의 기마대를 물리쳤다.
빅스버그 전투는 미시시피주에서 가장 중요한 군사 교전으로 랭킹에 들어왔다. 빅스버그에서 남군의 강한 보존은 47일 간의 포위 공격 이후에 1863년 7월 4일 율리시스 S. 그랜트 장군에게 함락되었다. 이 승리는 북군이 미시시피 강의 통치하는 데 주어졌다.

### 전쟁 이후의 세월
1867년 남부 제주의 재통합의 기간 동안에 미국 정부는 미시시피주를 군사 지배의 아래로 두었다. 미시시피주는 새 헌법을 채택하고 미국 헌법의 수정 조항 14조와 15조를 비준한 후에 1870년 합중국에 재편입되었다. 그 일은 주의 전쟁 패배들로부터 원상태로 복구하는 데 많은 세월이 걸렸다.
1877년 재통합이 끝난 후에 다른 남부의 주들에서는 물론 미시시피주의 백인들은 흑인들과 정치적 권력을 나누는 데 거부하였다. 남부를 통하여 흑인들은 전쟁 이후에 자신들이 얻은 권리들의 대부분을 차차 잃었다. 대부분은 빈곤에 살았다. 1890년의 미시시피 헌법에서 개설된 투표 요구들은 흑인들이 투표하는 데 불가능적으로 만들었다. 1890년대에 미시시피주와 다른 남부의 주들에서 입법부가 기차와 공공 자동차와 공공 시설에서 흑인들을 위한 갈라진 장소들을 요구한 인종적 분리법들을 통과시키기 시작하였다. 또한 1890년대 동안에 남부에서 수백만명의 흑인들이 폭도들에 의하여 린치당하였다.

### 1900년대 초반

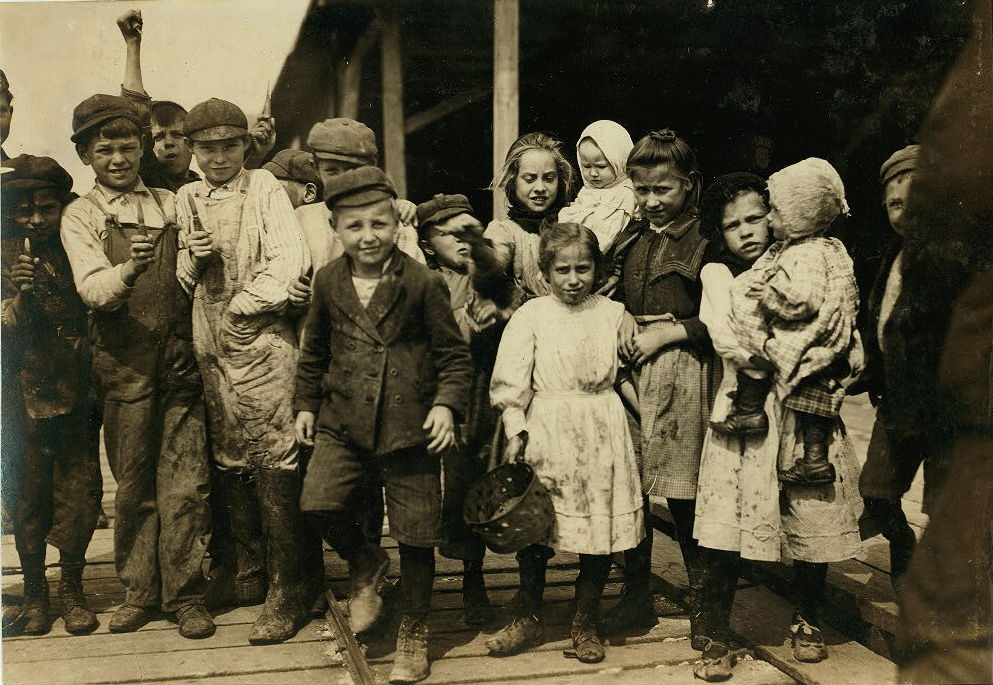
미시시피주의 어린이 노동자들

주에서 인종적 관계들은 1900년대의 시작에서 변함 없이 남아졌다. 많은 아프리카계 미국인들이 북부의 도시들에 직업들을 찾으러 주를 떠나기 시작하였다. 그러나 산업과 교육에서 향상들이 일어났다.
철도들의 건설은 미시시피 남동부의 소나무 숲으로 접근들을 마련하여 재목 산업에서 붐을 일으키는 결과를 가져왔다. 이 산업은 1914년 제1차 세계 대전이 일어나기 전에 높은 절정에 도달하였다. 새로운 배수 계획들은 큰 늪의 지역들을 농업으로 열었다. 카운티의 농업 고등학교들이 1908년에 설립되었다. 1916년 주는 문맹자 성인들을 위하여 특별 교육 프로그램을 시작하는 데 문맹 위원회를 설립하였다. 1912년 미시시피주의 입법부는 어린이 노동을 규제하는 법률들을 통과시켰다.
1920년대 동안에 입법적 법안들은 교육의 주 위원회(1924년), 주립 도서관 위원회(1926년)와 고속도로 건설 프로그램(1929년)을 포함하였다. 남부에서 첫 연유 제조소가 1926년 스타크빌에 열렸다.
1927년 미시시피주는 미시시피 강의 홍수에서 거대하게 고통을 겪었다. 대략 100,000명의 주민들이 삼각주에서 홍수로 잠긴 주택들을 떠났다. 미시시피주에서 수확물과 재산의 손해는 총 20억 4백만 달러나 들었다. 다음 해에 미국 의회는 미국 육군의 공병단을 미시시피 강에 홍수 조절을 위하여 책임이 있도록 만들었다.
1930년대의 대공황이 일어나는 동안에 미시시피주는 경제적 개발의 중요한 프로그램들을 발출하였다. 산업 균형 농업법으로 불린 이 프로그램은 1936년 입법부에 의하여 통과된 특별한 법률들에 의하여 도움을 받았다. 이 법률들은 정확한 세금들을 내는 것으로부터 새로운 산업들을 해방시켰다. 법률은 또한 도시들과 카운티들이 국채를 발행하여 새로운 산업들에 위하여 공장들을 짓는 데 그 돈을 쓰는 데 허락하기도 하였다. 산업 균형 농업법은 주의 경제 개발부에 의하여 관리되었다. 산업 균형 농업법 프로그램의 개발에서 미시시피주는 새로운 산업들을 흥행하는 데 국가적 광고를 사용한 첫 주들 중의 하나가 되었다. 틴즐리(1939년)와 본(1940년)에서 석유의 발견이 주의 경제에 원조하였다.

### 1900년대 중반

메드거 에버스의 동상

제2차 세계 대전이 일어나는 동안에 미시시피주에서 많은 전쟁 지대들이 운영되었다. 패스카굴라에 있는 잉골스 조선소들은 중요한 조선업 중심지가 되었다. 전쟁이 끝난 후에 주의 산업 발전은 지속되었다. 1954년 입법부는 노동권의 법률을 통과시켰다. 이 법률은 자신이 일하길 원하지 않는다면 실업자들이 조합에 가입해야 하는 것을 마련하였다. 법률은 1960년 주의 헌법의 일부가 되었다.
1960년대 동안에 미시시피주는 새로운 산업들을 끌어들이는 일을 하였다. 농업의 증가하는 기계화가 농업 노동의 과잉을 창조하였고 미시시피주의 지도자들은 전직 농부들을 고용할 수 있던 새로운 산업들을 원하였다. 입법부는 1960년에 법률들을 통과시켜 산업의 면세 자세를 넓혔다. 1963년 큰 석유 정제소가 패스카굴라에 지어졌다. 1966년으로 봐서 더욱 많은 미시시피 주민들이 농업보다 제조업에서 일하였다. 그러나 미시시피주는 아직도 다른 주들과 비교하여 상대적으로 적은 산업을 가졌고, 이 근로자들의 대부분은 적은 소득을 벌었다.
1967년 리턴 산업은 잉골스 조선소를 획득하여 패스카굴라에서 확장된 프로그램을 시작하였다. 다른 해안 지역들에서는 관광업이 붐을 일으켰다.
많은 다른 주들과 같이 1900년대 중반에 미시시피주에서 인종적 문제들이 주의의 집중을 가져왔다. 주의 헌법은 인종적으로 불리된 학교들을 위하여 마련되었다. 그러나 1954년 미국 대법원은 공공 학교들의 의무적 인종 분리는 비헌법적이라고 지배하였다. 인권 운동 단체들에 의한 노력들은 인종 차별의 폐지가 어쩌다 폭력을 만난 것에 대하여 가져왔다.
1962년 제임스 메러디스는 미시시피 대학교에 입학한 첫 아프리카계 미국인 학생이 되었다. 주 정부는 입학을 반대해왔다. 큰 관중들이 학교에 모였고, 메레디스의 안전을 보증하는 데 연방군이 보내졌다. 일어난 폭동들에서 2명이 사망하였다. 1963년 NAACP의 미시시피 지방 연락원 메드거 에버스가 암살되었다. 1964년 "자유의 여름"으로 불린 일이 있는 동안에 인권 운동 기구인 학생 비폭력 협회에 의하여 첫째로 결성된 계획을 위하여 수백명의 대학생들이 미시시피주로 여행하였다. 그들은 아프리카계 미국인들이 투표하는 데 등록될 수 있도록 도움을 주었다. 미시시피주 필라델피아 근처에서 3명의 지원자들이 살해되었다.
1964년의 가을에 미시시피주에서 첫 공공 학교들이 인종 차별의 폐지를 시작하였다. 1969년 미국 대법원은 인종적으로 분리된 모든 공공 학교들을 끝내는 즉각 명령을 내렸다. 결과로서 뉴올리언스의 연방 법원은 1969년 12월 안으로 33개의 미시시피주 학교 구역들에 인종 차별을 폐지하도록 명령을 내렸다. 많은 백인들은 인종적으로 분리된 사립 학교들을 열어 자신들의 자식들을 입학시켰다.
1967년 로버트 G. 클라크가 미시시피주 하원 선거를 이겼다 그는 남부 제주 재통합 이래 하원으로 선출된 첫 아프리카계 미국인 의원이었다. 1969년 메드거의 동생 찰스 에버스가 파예트의 시장으로 선출되었다. 그는 재통합 이래 주의 첫 아프리카계 미국인 시장이 되었다.

### 1900년대 후반
미시시피주 가족들의 소득들이 1900년대 후반에 솟아 올랐다. 하지만 이 소득들은 국가적 표준에 의하여 낮게 남아졌다. 이 시기에 새로운 산업들이 주로 이동하였다. 미시시피주 근로자들의 다수가 자라나는 제조업에 고용되었다. 그러나 삼각주의 수천명의 농부들은 농장들에 기계화가 증가된 이유로 무직자들이었다.
이 시기의 동안에 촉토 인디언들의 미시시피 일단이 주의 최고 고용자들 사이에 랭킹에 드는 데 미시시피주의 가장 가난한 단체들 중의 하나로서부터 떠났다. 1969년 촉토 족은 종족 일원들을 위한 주택들을 짓는 건설 회사를 열었다. 1900년대의 끝으로 봐서 미시시피주 동중부의 촉토 보호 구역은 또한 산업 공원, 쇼핑 센터, 도박장과 골프 코스를 포함하였다.

### 21세기
2000년대의 시작에서 주기는 논쟁의 중심이 되었다. 1894년에 채택된 주기에 다수의 아프리카계 미국인과 다른이들은 새로운 디자인을 요구하였다. 그들은 상징을 노예 제도의 기호로 보았다. 주지사에 의하여 임명된 위원회는 새로운 디자인을 제안하였다. 2001년 미시시피주의 투표인들은 새로운 디자인을 거절하고 원래 국기를 간직하도록 선택하였다.
2002년 정착지가 장시간에 걸친 인권 운동의 경우에 도달하였다. 1975년 제이크 에어스 시니어가 잭슨 주립 대학교 학생인 자신의 아들을 대표하여 주를 고발하였다. 그는 주의 전통적 흑인 대학교들이 첫째로 백인들에 의하여 참석된 그 대학교들보다 적은 기금을 받았다고 주장하였다. 주는 알콘 주립 대학교, 잭슨 주립 대학교와 미시시피 밸리 주립 대학교들에게 새로운 프로그램들과 시설들을 위하여 5억 달러를 보증하는 데 동의하였다.
2005년 8월 허리케인 카트리나가 걸프 해안을 쳐서 핸콕, 해리슨과 잭슨 카운티들에 타격을 주었다. 큰 바람과 큰 파도, 그리고 홍수가 많은 건물, 도로와 다리들을 파괴시켰다. 수천명의 주민들이 노숙자가 되고 말았다. 공무원들은 빌럭스와 걸프포트, 그리고 몇몇의 해안 타운들에서 많은 사망자들을 보고하였다.
2020년 6월 30일 조지 플로이드 시위의 여파로 주기가 폐기되었으며, 11월 3일 새 주기가 일명 '매그놀리아 기'로 채택되었다..

## 경제

### 서비스업

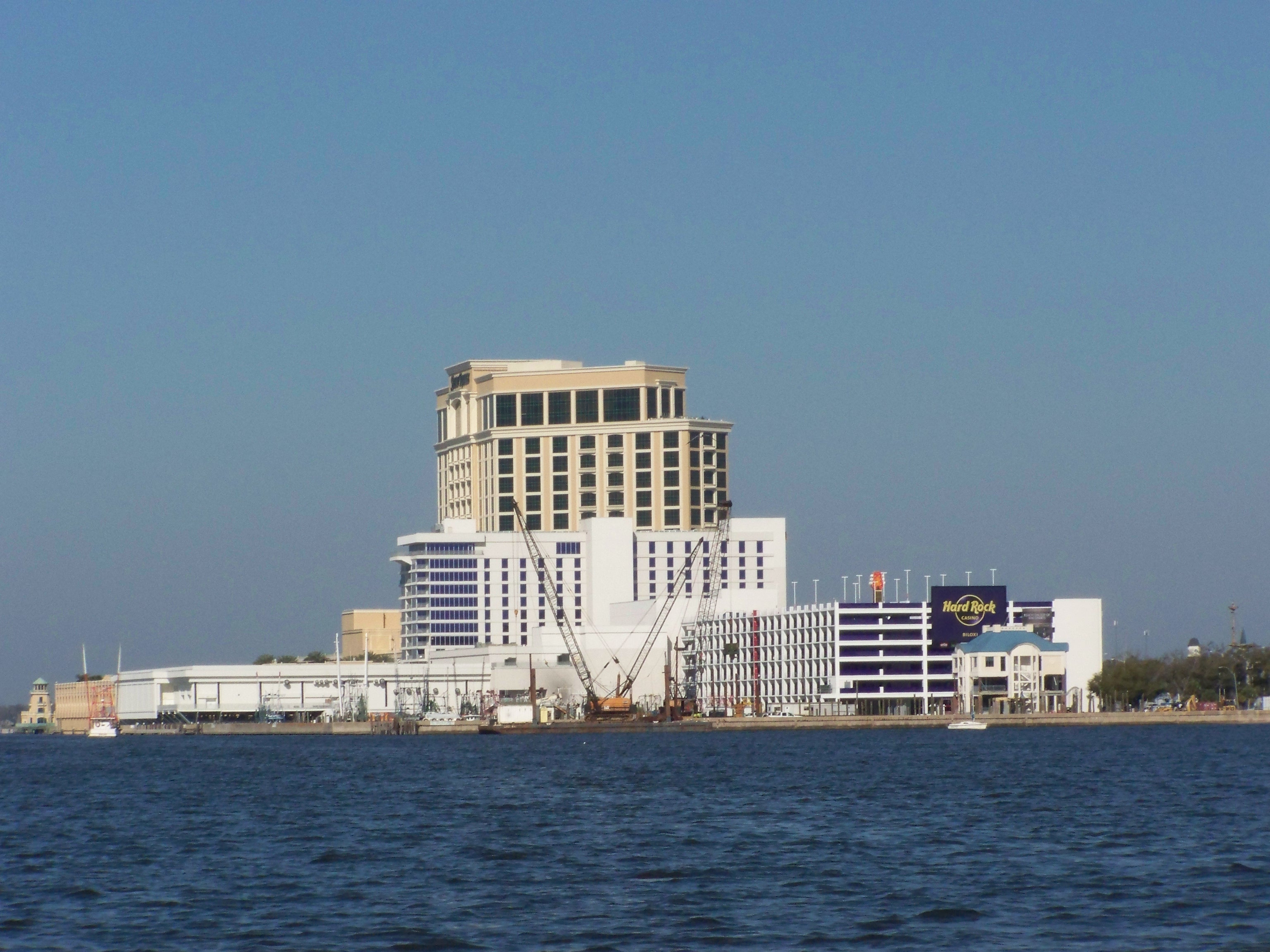
빌럭시에 있는 카지노

서비스업은 미시시피주의 고용과 국내 총생산 양쪽에서 대략 4분의 3을 차지한다.
주도인 잭슨은 정부 활동들의 중심지이다. 도시는 또한 미시시피주의 지도적인 금융의 중심지이기도 하다. 주의 주요 은행, 보험 회사와 부동산들의 대부분은 잭슨 지역에 기지를 두었다. 많은 호텔, 식당과 소매상들은 빌럭시와 잭슨 지역과 테네시주 멤피스 남부에 있는 주의 북서부 구석에서 운영된다.
주에서 주요 군사 설립지들은 빌럭시의 키즐러 공군 기지와 핸콕 카운티의 존 C. 스테니스 우주 센터를 포함한다. 스테니스 우주 센터는 미국 항공우주국의 가장 큰 로케트 엔진 시험 지대이다.
카지노 게임은 주의 도박 소득을 이끄는 미시시피주에서 가장 큰 산업이다. 많은 카지노들은 빌럭시와 튜니카 카운티에서 운영된다. 남동부의 중심부와 미시시피강에 놓인 미시시피주의 위치는 주요 교통의 주로 만든다.

### 제조업
미시시피주는 다른 주들의 가장 많은 제조업 부문들 중의 하나를 가지고 있다. 4개의 지도적인 제조품들 - 화학품, 식품, 석유 제품과 교통 수단은 소득의 동등한 양의 가깝게 발생시킨다.
화학품들의 지도적인 타입은 농약, 세척제, 약품과 수지를 포함한다. 패스카굴라는 큰 석유 정제소를 가지고 있다.
정육 제품들은 미시시피주의 지도적인 가공 식품으로서 랭킹에 들어와 있다. 포러스트, 로럴과 모턴은 큰 가금육 가공 지대들을 가지고 있다. 다른 중요한 식품들은 제과류와 해산물이다.
자동차, 자동차 부품과 배는 지도적인 교통 수단 생산품들이다. 캔턴 근처에 있는 공장 지대는 자동차를 제조한다. 패스카굴라에 있는 조선소는 유조선을 포함한 상선과 구축함을 포함한 군함을 짓는다.
다른 제조품들은 합성 금속 제품, 가구와 기계류를 포함한다. 합성 금속 제품들은 기계 조립 제품, 금속 캔과 금속 문과 창문을 포함한다. 미시시피주는 겉천을 깐 가구 생산에서 지도적인 주이다. 가구는 주로 미시시피주의 북동부 지역에서 만들어진다. 건설, 농장과 난방 용품들, 그리고 엔진과 터빈은 기계 산업의 지도적인 타입들이다.

### 농업

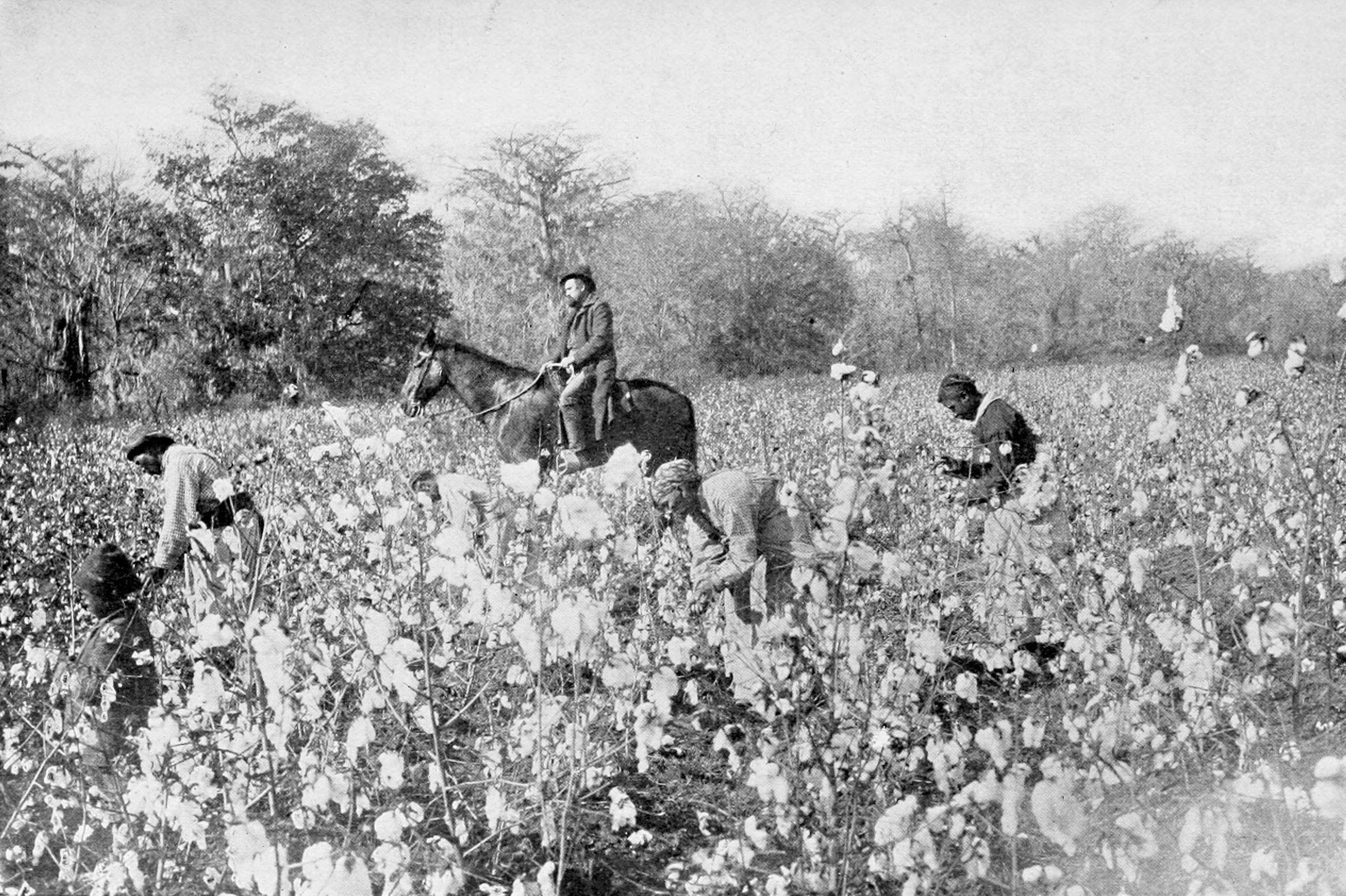
면화는 미시시피주의 가장 가치적인 농산물이다.

농장 지대는 미시시피주의 대략 3분의 1을 덮고 있다. 닭은 미시시피주에서 지도적인 축산물이며, 주는 지도적인 닭의 사육지로서 랭킹에 들어와있다. 닭의 사육장들의 가장 큰 집중 지대는 해티스버그, 잭슨과 메리디언에 의하여 이루어진 삼각형 지방 안에 놓여 있다. 어떤 농부들은 암탉을 기르고 달걀을 생산한다.
육우와 젖소도 또한 미시시피주에서 농장 소득의 중요한 근원들이다. 주의 소를 키우는 농부들은 사료를 위한 장기적 계절들을 위하여 허락된 순한 기후로부터 이익을얻는다. 소의 목장들은 삼각주로 불리는 앨류비얼 평야를 제외한 모든 지방들에서 공통적이다. 어떤 농부들은 돼지나 양을 기른다.
옥수수, 면화와 콩은 주의 가장 가치적인 수확물이다. 이 3개의 수확물들은 주로 부의 북서부와 서중부에서 자란다. 미시시피주는 면화, 쌀과 고구마 생산의 지도적인 주들로서 랭킹에 들어와있다.

### 광업
석유와 천연가스는 주의 광물들 중의 가장 많은 가격을 차지한다. 석유 생산은 주의 남부에서 가장 많다. 랭킨 카운티는 천연가스의 주요 생산지이다.
미시시피주의 다른 광물들은 점토, 깨진 돌, 갈탄과 모래와 자갈이다. 주에서 채굴되는 점토는 벤토나이트와 풀러스 어스이다. 주의 동부 경계에 따라 놓인 석회암 채석장들은 깨진 돌의 주요 근원이다. 갈탄광은 애커맨 근처에서 운영된다. 모래과 자갈은 주의 전역을 통하여 채굴된다.

### 수산업
미시시피주는 중요한 새우 잡이의 주이다. 빌럭시는 미시시피주의 주요 새우 포장업의 항구이다. 패스카굴라는 주의 수산업의 다른 중심지로서 랭킹에 들어와있다. 가장 중요한 잡이들은 게, 청어와 바다 송어를 포함한다. 미시시피주는 양식장에 자란 메기의 지도적인 생산주이다. 앨러비얼 평야 혹은 삼각주는 주의 번영하는 메기 양식과 가공업의 중심지이다.

## 주민
| 인구조사                  | 인구      | Note | %±     |
| ------------------------- | --------- | ---- | ------ |
| 1800년                    | 7,600     |      | —      |
| 1810년                    | 31,306    |      | 311.9% |
| 1820년                    | 75,448    |      | 141.0% |
| 1830년                    | 136,621   |      | 81.1%  |
| 1840년                    | 375,651   |      | 175.0% |
| 1850년                    | 606,526   |      | 61.5%  |
| 1860년                    | 791,305   |      | 30.5%  |
| 1870년                    | 827,922   |      | 4.6%   |
| 1880년                    | 1,131,597 |      | 36.7%  |
| 1890년                    | 1,289,600 |      | 14.0%  |
| 1900년                    | 1,551,270 |      | 20.3%  |
| 1910년                    | 1,797,114 |      | 15.8%  |
| 1920년                    | 1,790,618 |      | −0.4%  |
| 1930년                    | 2,009,821 |      | 12.2%  |
| 1940년                    | 2,183,796 |      | 8.7%   |
| 1950년                    | 2,178,914 |      | −0.2%  |
| 1960년                    | 2,178,141 |      | 0.0%   |
| 1970년                    | 2,216,912 |      | 1.8%   |
| 1980년                    | 2,520,638 |      | 13.7%  |
| 1990년                    | 2,573,216 |      | 2.1%   |
| 2000년                    | 2,844,658 |      | 10.5%  |
| 2010년                    | 2,967,297 |      | 4.3%   |
| 2019 (추산)               | 2,976,149 |      | 0.3%   |
| 출처: 1910–2010 2019 추산 |           |      |        |

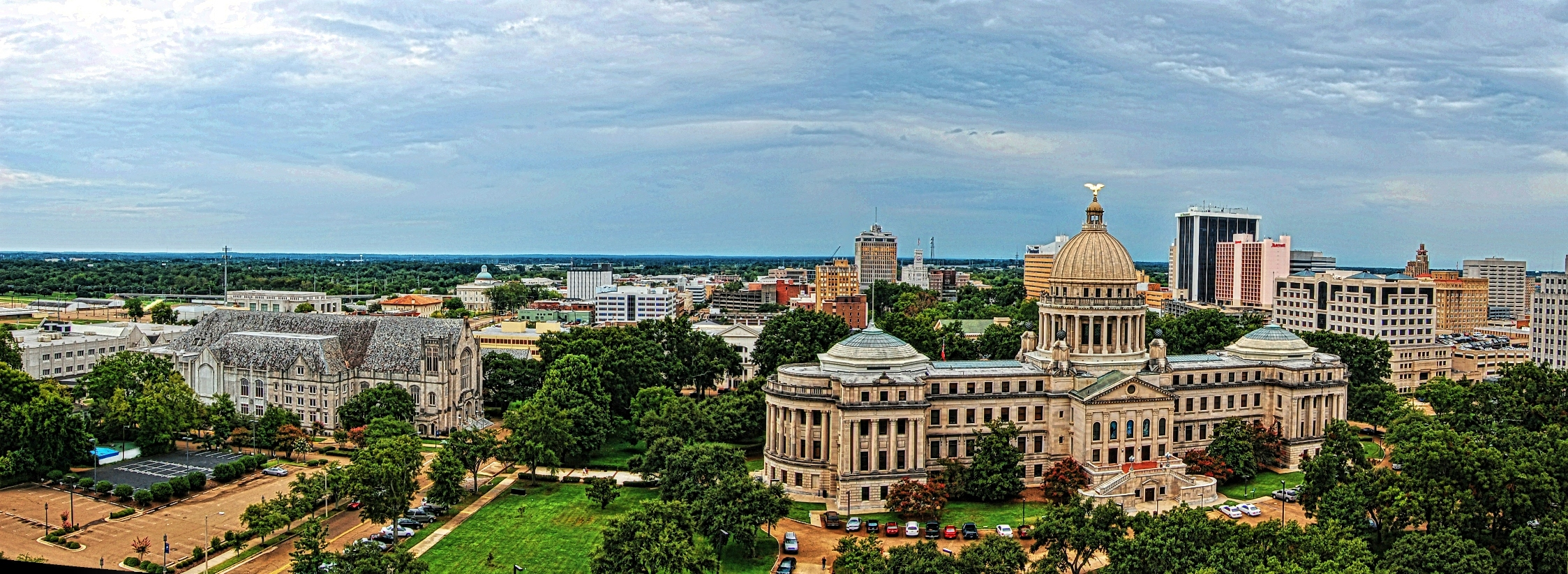
다운타운 잭슨의 파노라마

2000년 미국 인구 조사국에 의하면 미시시피주의 인구가 2,844,658명이라고 보고하였다. 인구는 1990년으로 본 2,573,216명에서 10.5 퍼센트나 증가하였다. 2000년 조사국에 의하면 미시시피주가 50개의 주들 중에 인구에서 31위에 들어와있다.
절반에 가까운 미시시피 주민들은 도시 지역들에 산다. 주의 가장 큰 도시는 주도이며 미시시피주의 비지니스와 금융 활동의 중심지 잭슨이다.
미시시피 주민의 대략 40 퍼센트는 메트로폴리탄 지역에 살고 있다. 이 지역들은 걸포트-빌럭시, 해티스버그, 잭슨과 패스카굴라이다. 멤피스(테네시주) 메트로폴리탄 지역은 미시시피주에서 디소토, 마샬, 테이트와 튜니카 카운티 지역으로 뻗어 들어간다.
미시시피주의 6개의 가장 큰 도시들로는 크기의 순서로 봐서 잭슨, 걸포트, 빌럭시, 해티스버그, 그린빌과 메리디언이다. 이 도시들 중에 걸포트는 1990년대에 빠르게 자라났다. 1990년부터 2000년까지 그 인구는 거의 75 퍼센트나 증가하였다. 주의 몇몇의 대도시들은 미시시피강에 놓여있다. 이 도시들은 그린빌, 내치즈와 빅스버그이다.
2000년 조사국은 미시시피 주민의 36 퍼센트가 아프리카계 미국인이라고 보였다. 이것은 여러 다른 주보다 아프리카계 미국인들의 더 큰 비율이다. 주의 다음으로 가장 큰 소수 민족 단체인 히스패닉은 인구의 1 퍼센트 이상을 차지한다. 미시시피주의 다른 큰 인구 단체들은 아일랜드, 영국, 독일과 아메리카 인디언 계통의 주민들이다.

## 기후
| Mississippi (1980–2010)의 기후 | Mississippi (1980–2010)의 기후 | Mississippi (1980–2010)의 기후 | Mississippi (1980–2010)의 기후 | Mississippi (1980–2010)의 기후 | Mississippi (1980–2010)의 기후 | Mississippi (1980–2010)의 기후 | Mississippi (1980–2010)의 기후 | Mississippi (1980–2010)의 기후 | Mississippi (1980–2010)의 기후 | Mississippi (1980–2010)의 기후 | Mississippi (1980–2010)의 기후 | Mississippi (1980–2010)의 기후 | Mississippi (1980–2010)의 기후 |
| 월                             | 1월                            | 2월                            | 3월                            | 4월                            | 5월                            | 6월                            | 7월                            | 8월                            | 9월                            | 10월                           | 11월                           | 12월                           | 연간                           |
| ------------------------------ | ------------------------------ | ------------------------------ | ------------------------------ | ------------------------------ | ------------------------------ | ------------------------------ | ------------------------------ | ------------------------------ | ------------------------------ | ------------------------------ | ------------------------------ | ------------------------------ | ------------------------------ |
| 일평균 최고 기온 °F (°C)       | 54.3 (12.4)                    | 58.7 (14.8)                    | 67.2 (19.6)                    | 75.2 (24.0)                    | 82.6 (28.1)                    | 88.9 (31.6)                    | 91.4 (33.0)                    | 91.5 (33.1)                    | 86.3 (30.2)                    | 76.9 (24.9)                    | 66.5 (19.2)                    | 56.6 (13.7)                    | 74.7 (23.7)                    |
| 일평균 최저 기온 °F (°C)       | 33.3 (0.7)                     | 36.7 (2.6)                     | 43.8 (6.6)                     | 51.3 (10.7)                    | 60.3 (15.7)                    | 67.6 (19.8)                    | 70.6 (21.4)                    | 69.7 (20.9)                    | 63 (17)                        | 51.9 (11.1)                    | 43.1 (6.2)                     | 35.7 (2.1)                     | 52.3 (11.2)                    |
| 평균 강수량 인치 (mm)          | 5.0 (130)                      | 5.2 (130)                      | 5.1 (130)                      | 5.0 (130)                      | 5.1 (130)                      | 4.4 (110)                      | 4.5 (110)                      | 3.9 (99)                       | 3.6 (91)                       | 4.1 (100)                      | 4.9 (120)                      | 5.7 (140)                      | 56.5 (1,420)                   |
| 출처: USA.com                  |                                |                                |                                |                                |                                |                                |                                |                                |                                |                                |                                |                                |                                |